# 레나 스톨즈
레나 스톨즈(Lena Stolze, 1956년 8월 8일 ~ )는 오스트리아의 연극 배우, 영화배우, 텔레비전 배우이다.
동베를린에서 태어났다.

## 영화
- 더 라이프 애프터 (2017년)
- 파트 오브 어스 (2016년)
- 운명의 산 낭가 파르밧 (2010년)
- 소용돌이 속에서 (2009년)
- 위대한 계시 (2009년) - 주타  역
- 피스 오브 미 (2008년)
- 투어리스츠 (2007년)
- 원시소년 바타의 모험 (2006년)
- 미스터 론리 (2003년)
- 로젠스트라시 (2003년)
- 발레 워스 캔셀드 (2002년)
- 라이팅 온 더 월 (1996년)
- 브라더 오브 슬립 (1995년)
- 더 걸 (1990년) - 소냐 역
- 마스첸카 (1987년) - 클라라 역
- 맨 언더 서스피션 (1984년)
- 스윙 (1983년)
- 수용소의 마지막 5일 (1982년)